# Igreja Matriz de Ameixial
A Igreja Matriz de Ameixial, igualmente conhecida como Igreja Matriz de Santo António, é um edifício religioso, situado na Freguesia de Ameixial do Concelho de Loulé, no Distrito de Faro, em Portugal.

## Descrição
Este edifício, de traça simples, pode ser encontrado junto à Estrada Nacional 2, no interior da localidade de Ameixial.